# حيز لفافي إنسي للفخذ
يحتوي التجويف الداخلي الإنسي للفخذ (بالإنجليزية: Medial compartment of thigh)‏ على العضلة المُقرّبة للورك.
والعصب السِّدادِي هو العصب الأساسي المغذي لهذا الجزء.
والعضلات الموجودة في هذا الجزء هي:
- العضلة الرشيقة
- العضلات المُقرّبة
  - العضلة المُقرّبة الطويلة
  - العضلة المُقرّبة الصغيرة
  - العضلة المُقرّبة الكبيرة

يمكن اعتبار العضلة السدادية الظاهرة أحيانًا جزءًا من هذه المجموعة، وأحيانًا تُستبعَد. (فهي من ناحية المكان تحتل هذا الموقع، ولكن من الناحية الوظيفية، فوظيفتها أقرب إلى عضلات المجموعة المديرة الجانبية).
ويمكن أيضًا ضمّ العضلة العانية للمجموعة، وأحيانًا تُستبعد. (فهي لها نفس وظيفة باقي أفراد المجموعة ولكن يغذيها عصبٌ مختلف).